# Ligera (Namtumbo)
Ligera ist ein Verwaltungsbezirk (Ward) des Distrikts Namtumbo in der tansanischen Region Ruvuma.

## Geografie
Ligera liegt im Südwesten von Tansania etwa 60 Kilometer Luftlinie südöstlich der Regionshauptstadt Songea. Der Bezirk grenzt im Norden an Luchili, im Osten an Mchomoro, im Süden an Lusewa, im Westen an Lisimonji und Limamu und im Nordwesten an Mkongo Gulioni.
Das Klima im Bezirk ist ein feuchtes, tropisches Savannenklima, Aw nach der effektiven Klimaklassifikation.
Bei der Volkszählung 2022 lebten 10.184 Menschen in 2378 Haushalten auf einer Fläche von 594 Quadratkilometern.

## Gliederung
Der Bezirk besteht aus fünf Gemeinden (Mtaa) mit 28 Orten (Kitongoji):
| Njoomlole - Namanima - Kidodi - Mapinduzi - Mhekera - Njoomlole - Ukiyuyu | Ligera - Mhekela A - Mhekela B - Kombania - Madukani A - Madukani B - Madukani C | Muungano - Majengo - Komboni - Chiwata - Mkomahindo - Bombambili | Namahoka - Shuleni - Namamba - Mgulani - Kipera | Mtelawamwahi - Madukani - Miembeni - Minazini - Iringa - Dodoma - Turiani - Mwambalicha |

## Infrastruktur
- Bildung: Die Lukimwa Secondary School ist eine staatliche weiterführende Tagesschule mit einer Ausbildung bis zur 4. Stufe.[9]
- Gesundheit: In der Gemeinde Ligera liegt ein 2023 erbautes, staatliches Gesundheitszentrum.[10][11] Ferner gibt es in den Gemeinden Ligera[12] und Njoomlole[13] je eine staatliche Apotheke.